# Jeanne (film, 2019)
Pour les articles homonymes, voir Jeanne.
Ne pas confondre avec Jeannette, l'enfance de Jeanne d'Arc (2017), film du même réalisateur sur le même personnage.
Pour plus de détails, voir Fiche technique et Distribution.
Jeanne est un film français réalisé par Bruno Dumont, sorti en 2019. Il s'agit de l'adaptation de la deuxième et troisième partie de la pièce Jeanne d'Arc (1897) de Charles Péguy. Il constitue ainsi la suite de Jeannette, l'enfance de Jeanne d'Arc, adaptation de la première partie. 
Le film est présenté au Festival de Cannes 2019 dans la section un certain regard. Il remporte la mention spéciale du jury.

## Synopsis
De 1429 à 1431, les dernières batailles autour de Paris, la capture puis le procès de Jeanne d'Arc.

## Fiche technique
- Titre français : Jeanne
- Réalisation et scénario : Bruno Dumont
- Musique : Christophe
- Photographie : David Chambille
- Montage : Basile Belkhiri et Bruno Dumont
- Casting : Clément Morelle
- Décors : Erwan Le Gal
- Costumes : Alexandra Charles
- Production : Rachid Bouchareb, Jean Bréhat et Muriel Merlin
- Société de production : 3B productions
- SOFICA : Cinécap 2
- Société de distribution : Les Films du Losange
- Pays d'origine :  France
- Langue originale : français
- Format : couleurs - 35 mm
- Genre : drame, historique
- Durée : 124 minutes
- Dates de sortie :
  - France : 18 mai 2019 (festival de Cannes) ; 11 septembre 2019 (sortie nationale)

## Distribution
- Lise Leplat Prudhomme : Jeanne d'Arc
- Fabrice Luchini : Charles VII
- Annick Lavieville : Madame Jacqueline
- Justine Herbez : Marie
- Benoît Robail : Monseigneur Regnault de Chartres
- Alain Desjacques : Messire Raoul de Gaucourt
- Serge Holvoet : Monseigneur Patrice Bernard
- Julien Manier : Gilles de Rais
- Jérôme Brimeux : Maître Jean
- Benjamin Demassieux : Messire Jean, duc d'Alençon
- Laurent Darras : Le page
- Marc Parmentier : Le Baron de Montmorency
- Jean-Pierre Baude : Le Comte de Clermont
- Joseph Rigo : Le héraut d'armes
- Yves Baudelle : Frère Jean Pasquerel
- Aurélie Desain : Choriste
- Laurence Malbete : Choriste
- Augustin Charnet : Choriste
- José Morel : Choriste
- Fabien Fenet : Maître Nicolas l'oiseleur
- Valério Vassallo : Frère Mathieu Bourat
- Laurent Brassart : Maître Fidèle Pierret
- Joël Carion : Maître Jean Beaupère
- Franck Dubois : Maître Nicolas Midi
- Daniel Dienne : Maître Thomas de Courcelles
- Yves Habert : Maître William Haiton
- Jean-François Causeret : Monseigneur Pierre Cauchon
- Robert Hanicotte : Messire Jean Massieu
- Claude Saint-Paul : Maître Jean de la Fontaine
- Benoît Ente : Messire Jean Massieu
- Hervé Flechais : Mauger le Parmentier
- David Babin : Julien l'Anget
- Michel Delhaye : Maître François Brasset
- Romain Olivier : Lucien Clamet
- Emmanuel Boutry : Premier soldat
- Didier Fournier : Deuxième soldat
- Florent Ramecourt : Maître Maussois
- Philippe Robe : Maître Maussois
- Jean-Pierre Jadas : John Gris
- Antoine Douchet : Jean Le Maistre
- Christophe : Guillaume Évrard

## Illustration musicale
Le chanteur Christophe prête sa voix à plusieurs chansons qu'écoute Jeanne lors de séquences en plans contemplatifs presque fixes et en interprète une dans le rôle de Guillaume Evrard lors du procès. Il a également écrit les musiques du film.

## Lieux de tournage
- Côte d'Opale
- Cathédrale Notre-Dame d'Amiens

## Sortie

### Accueil critique
Le film est globalement très apprécié de la critique, avec une moyenne de 3,9/5 proposée par l'agrégateur de critiques Allociné.  

Pour Thomas Baurez de Première,

« Délestée de toutes les dissonances de son film précédent, sa Jeanne est présentée dans la section Un certain regard. C'est magnifique. »

Pour Céline Rouden de La Croix, 

« En grand formaliste fasciné par le sacré, Bruno Dumont sublime le texte de l'écrivain par une mise en scène quasi élégiaque. »

### Accueil par le public
Les spectateurs réservent un accueil très majoritairement négatif au film recueillant une note moyenne de 2,2 sur Allociné avec 53 critiques sur 121 donnant au film la note minimale.

### Box office
Avec 40 698 entrées en France, le film est un échec commercial.

## Distinctions

### Récompenses
- Festival de Cannes 2019 : Mention spéciale du jury dans la section Un certain regard[9]
- Prix Louis-Delluc 2019[10]

### Nomination
- César 2020 : Meilleurs costumes

## Sortie vidéo
Le film sort en DVD le 14 janvier 2020 édité par Blaq Out. L'édition comprend en bonus le chapitrage musical avec la bande originale de Christophe.